# Pontakron Hanrattana
Pontakron Hanrattana (thailändisch พนธกร หาญรัตนะ, * 21. April 2003) ist ein thailändischer Fußballspieler.

## Karriere
Pontakron Hanrattana erlernte das Fußballspielen in der Schulmannschaft der Yaita Chuo High School in Japan. Seinen ersten Vertrag unterschrieb er Ende Dezember 2022 in Buriram beim thailändischen Erstligisten Buriram United. Einen Tag nach Vertragsunterzeichnung wechselte auf Leihbasis zum Zweitligisten Kasetsart FC. Sein Zweitligadebüt für den Verein aus der Hauptstadt Bangkok gab Pontakron Hanrattana am 8. Januar 2023 (18. Spieltag) im Auswärtsspiel gegen den Chiangmai United FC. Bei dem 0:0-Unentschieden wurde er in der 27. Spielminute für Anuwat Noicheunphan eingewechselt. Für den Hauptstadtverein bestritt er 59 Zweitligaspiele. Im Sommer 2025 wechselte er ebenfalls auf Leihbasis zum Erstligisten Nakhon Ratchasima FC.

## Sonstiges
Pontakron Hanratana ist der Zwillingsbruder von Pongsakron Hanrattana.